# Heliconius geminata
Heliconius geminata är en fjärilsart som beskrevs av Gustav Weymer 1893. Heliconius geminata ingår i släktet Heliconius och familjen praktfjärilar. Inga underarter finns listade i Catalogue of Life.